# Hygrochroa anna
Hygrochroa anna är en fjärilsart som beskrevs av William Schaus 1905. Hygrochroa anna ingår i släktet Hygrochroa och familjen silkesspinnare. Inga underarter finns listade i Catalogue of Life.